# Antonio Pollaiuolo

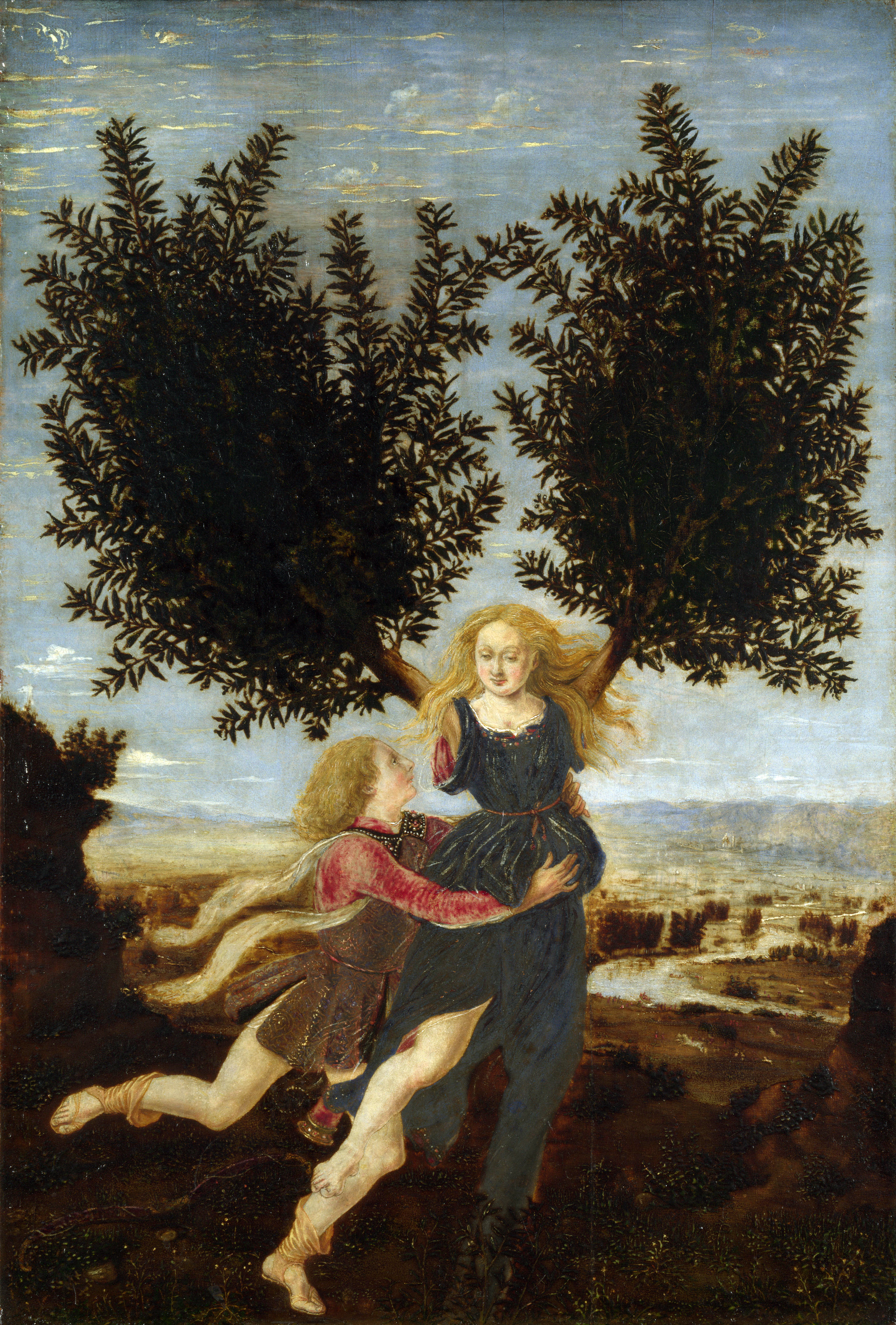
Apol·lo i Dafne

Antonio di Jacopo Benci, anomenat Antonio Pollaiuolo (17 de gener del 1432 / 1433, Florència - 4 de febrer del 1498, Roma, Estats pontificis), va ser un pintor, escultor, orfebre i gravador italià del Renaixement, que així mateix va perfeccionar l'art de l'esmaltat.
El seu germà va ser l'artista Piero Pollaiuolo; els dos van treballar freqüentment junts en un conegut taller que van fundar a Florència, rival del d'Andrea del Verrocchio. La seva obra reflecteix tant la influència clàssica com l'interès en l'anatomia humana. Conta Giorgio Vasari que els germans van portar a terme disseccions per millorar el seu coneixement de l'anatomia. Van prendre el seu sobrenom Pollaiuolo del negoci del seu pare, que venia ocells de corral, gallines.
Els primers estudis d'esmalt d'Antonio van ser o bé amb el seu pare o amb Andrea del Castagno: l'últim, probablement, li va ensenyar també a pintar. Està comprovat que va ser deixeble de Domenico Veneziano i, així mateix, va tenir influx de Donatello.
Va abandonar l'orfebreria per dedicar-se plenament a la pintura, l'escultura i el gravat. Junt a Ghiberti, va treballar en els relleus de les portes del baptisteri de Florència. Pel que fa als seus gravats, aquests van influir en Andrea Mantegna i, per mitjà de Mategna, en Dürer.
Algunes de les pintures i gravats de Pollaiuolo exhibeixen un excés de brutalitat, característica que pot ser estudiada per exemple en El combat dels homes nus, gravat del 1470 o 1480. Per contrast, les seves figures femenines mostren una completa serenitat i una primmirada atenció als detalls dels vestits, com era la norma en el retrat del segle xv.
Gran part de la seva obra pictòrica s'ha perdut, per exemple la sèrie anomenada Els treballs d'Hèrcules, que es trobava al palau dels Mèdici.
Però és com a escultor i com a treballador del metall com va aconseguir el seu gran èxit; va realitzar gran quantitat de petits bronzes com els del grup anomenat Hèrcules i Anteu. L'exacta atribució de les seves obres és dubtosa a causa que el seu germà va fer molt en la seva col·laboració.
El 1484, Antonio va fixar la seva residència a Roma, on va executar la tomba del papa Sixt IV a la gruta de la Basílica de Sant Pere del Vaticà (finalitzada el 1493), una composició en què torna a manifestar el seu mode d'exageració anatòmica de les figures. El 1496, va anar a Florència per donar els últims retocs al treball ja començat a la sagristia del Santo Spirito.
Va morir, com a home ric, havent acabat ja el mausoleu del papa Innocenci VIII, també a Sant Pere, i va ser enterrat a l'església de San Pietro in Vincoli.
Entre les seves habilitats, destaca el mestratge a representar la figura humana en moviment. La principal contribució d'Antonio a la pintura florentina es troba en la seva anàlisi de l'anatomia del cos en moviment o sota condicions de tensió, però és també important pel seu interès pioner en el paisatge. Se'n diu que es va anticipar a Leonardo da Vinci a dissecar cossos per estudiar-ne l'anatomia. Entre els seus alumnes destaca Sandro Botticelli.

## Obres

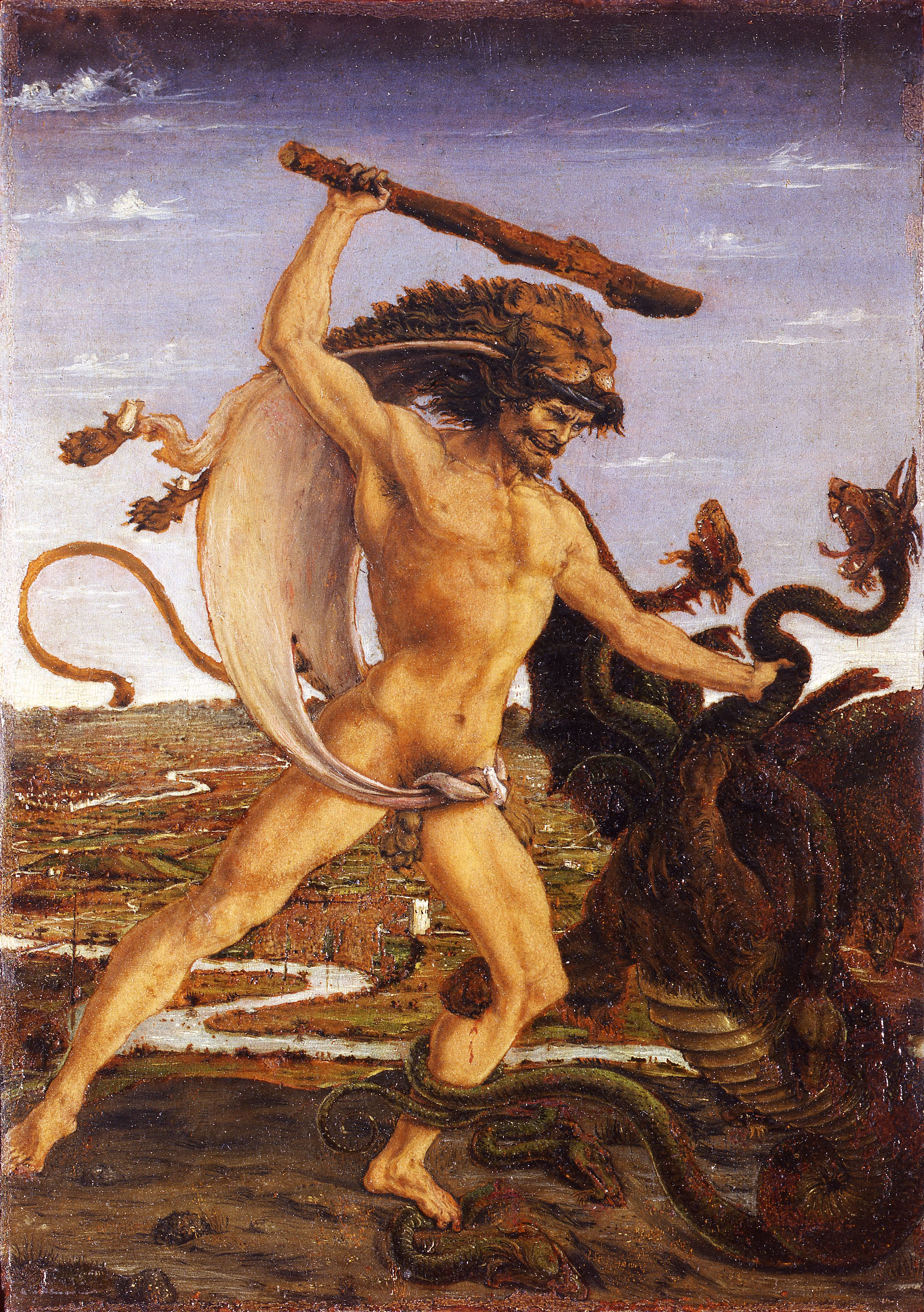
Hèrcules i l'Hidra

### Pintures i gravats
- Retaule per a la Capella del Cardenal de Portugal (1467) Fresc, San Miniato al Monte, Florència.
- “Retrat d'una jove” (1465) Plafó, 52,5 x 36,2 cm, Staatliche Museen, Berlín.
- “Els Sants Vicenç, Santiago i Eustaquio” (1468) Pintura al tremp, 172 x 179 cm, Galleria degli Uffizi, Florència.
- “Batalla de deu nus” (1470s) Gravat, 42,8 x 61,8 cm, Galleria degli Uffizi, Florència.
- “Apol·lo i Daphne” (1470-1480) Pintura al tremp, 30 x 20 cm, National Gallery, Londres.
- “El combat dels homes nus” (cap a 1470-1480) Gravat, Museu del Louvre, París.
- “Martiri de Sant Sebastià” (1473-1475) Plafó, 292 x 223 cm, National Gallery, Londres.
- “Retrat d'una jove” (cap a 1475) Pintura al tremp, 55 x 34 cm, Galleria degli Uffizi, Florència.
- “Hèrcules i l'Hidra” (cap a 1475) Pintura al tremp, 17 x 12 cm, Galleria degli Uffizi, Florència.
- “Hèrcules i Anteu” (cap a 1478) Pintura al tremp, 16 x 9 cm, Galleria degli Uffizi, Florència.
- “Retrat d'una nena” Plafó, Museu Poldi Pezzoli, Milà.

### Escultures
- “Judith” (bronze, entre 1455 i 1470).
- “Sant Cristòfol i el nen”, Metropolitan Museum, Nova York.
- “Hèrcules” (bronze, sense data).